# The Quietus
The Quietus è una rivista on-line britannica di musica e cultura pop fondata da John Doran e Luke Turner.

## Contenuti
The Quietus presenta principalmente articoli su musica e film, nonché interviste con artisti e musicisti importanti. La rivista include occasionalmente anche pezzi di letteratura, graphic novel, architettura e serie TV. Il sito web è curato da John Doran, che afferma di soddisfare "i fan della musica intelligente di età compresa tra 21 e, beh, 73". Il suo staff include ex scrittori per pubblicazioni come Melody Maker, Select, NME e Q, tra cui il giornalista David Stubbs, il DJ di BBC Radio 1 Steve Lamacq, il professor Simon Frith e Simon Price tra gli altri.
Tra le sue rubriche più note c'è la "Baker's Dozen", in cui gli artisti selezionano i propri 13 album preferiti. I contenuti delle interviste del sito sono stati utilizzati da altri media nazionali e internazionali. Le notizie del sito sono state citate da pubblicazioni dalla Russia al Brasile e all'Indonesia. Il Quietus organizza anche concerti di musica indipendente insieme a locali di intrattenimento.